# Hetererannis
Hetererannis là một chi bướm đêm thuộc họ Geometridae.